# 榮町 (嘉義市)

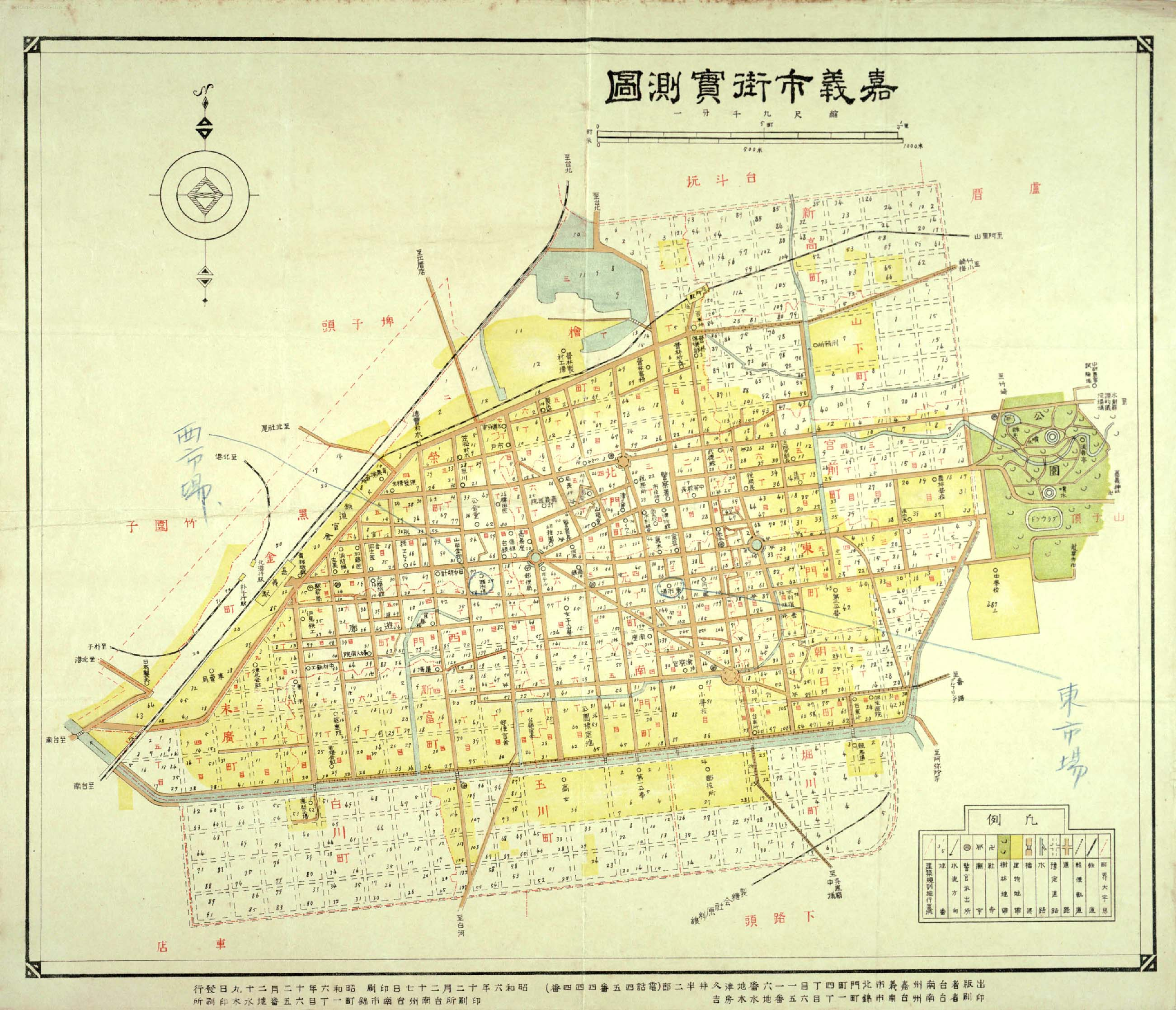
1931年嘉義市街圖

榮町是台南州嘉義市於台灣日治時代1930年至1945年之行政區，由東至西分為7個丁目，位在嘉義車站東側，大致為民權路、文化路、中山路、林森西路(國華里、番社里)之間的地區，為現今地籍榮段一至七小段之範圍，是嘉義市當時商業最繁榮的地區。

## 町內設施
- 一丁目：嘉義信用組合、臺灣銀行嘉義支店、臺灣新聞社支局嘉義出張所
- 二丁目：嘉義小商工信用組合、嘉義公會堂、臺灣南部無盡株式會社嘉義支店、臺灣材友會嘉義出張所、天龍木材株式會社
- 四丁目：嘉義商工會、米穀檢查所嘉義出張所
- 五丁目：臺灣日報社嘉義支局、臺灣宅商會嘉義出張所、臺灣時事新報嘉義支局、東石自動車株社會社嘉義出張所
- 六丁目：嘉義電氣館、嘉義檢番、國際通運株式會社嘉義支店、丸通國際通運株式會社嘉義支店、森永製品台灣販賣株式會社嘉義出張所
- 七丁目：嘉義驛前郵便局、臺南州米穀信用購買販賣利用組合[1]